# Сепеда-ла-Мора
Сепеда-ла-Мора (ісп. Cepeda la Mora) — муніципалітет в Іспанії, у складі автономної спільноти Кастилія-і-Леон, у провінції Авіла. Населення — 96 осіб (2010).
Муніципалітет розташований на відстані близько 110 км на захід від Мадрида, 36 км на південний захід від Авіли.

## Демографія
Динаміка населення (INE ):